# Castellane (métro de Marseille)
Pour les articles homonymes, voir Castellane (homonymie).
Castellane est une station du métro de Marseille. Située dans le 6e arrondissement, elle dessert le quartier de Castellane.
La station est, avec Saint-Charles, une des deux stations de correspondance entre la ligne 1 et la ligne 2. Elle est située sous la place Castellane et est en correspondance, depuis 2015, avec la ligne 3 du tramway.

## Histoire
La station Castellane fait partie des stations ouvertes le 11 mars 1978 avec le premier prolongement de la ligne 1, dont elle est alors le terminus sud. À son ouverture le 3 mars 1984, la ligne 2 a également son terminus à Castellane.
La ligne 2 est prolongée vers le sud jusqu’à Sainte-Marguerite - Dromel le 1er février 1986 et la ligne 1 vers l’est jusqu’à La Timone le 5 septembre 1992.

## Architecture et équipements
La station est souterraine et se compose d'une salle des billets située sous la place Castellane — à laquelle on accède par quatre bouches de métro réparties autour de la place — puis, en dessous, d'un hall des correspondances qui permet l'accès aux quais des deux lignes. Celles-ci se croisent perpendiculairement, la ligne 1 passant sous le boulevard Baille et la ligne 2, plus profonde, sous l'avenue du Prado. 
La couleur dominante de la décoration est le violet mais le hall de correspondances comporte des panneaux représentants des feuilles vertes, évoquant les arbres du Prado, et d'autres évoquant l'ancien tramway. Les quais — latéraux pour les deux lignes — sont ornés de panneaux bleus pour la ligne 1 et de panneaux jaunes et blancs pour la ligne 2. 

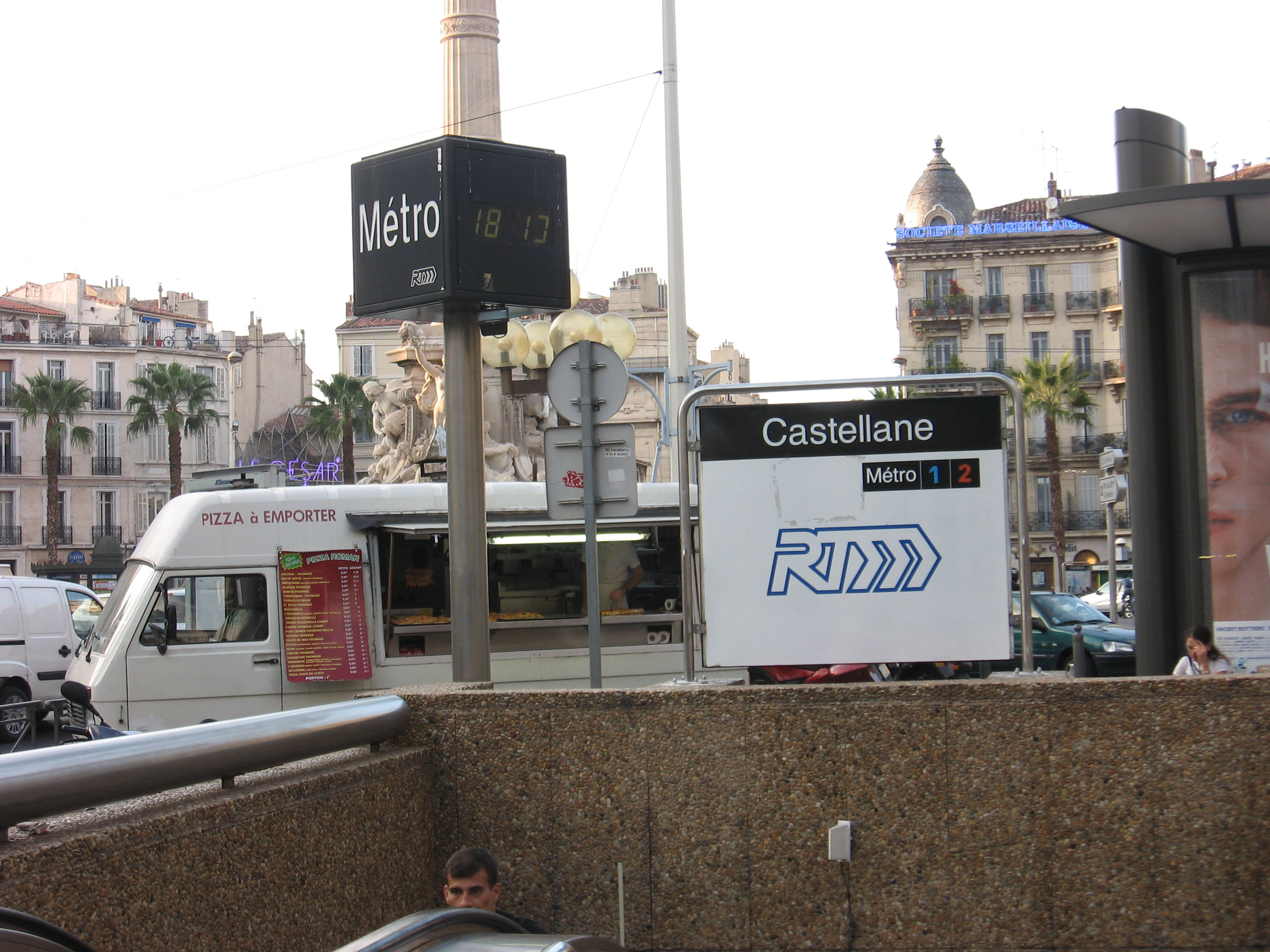
Entrée de la station, place Castellane.
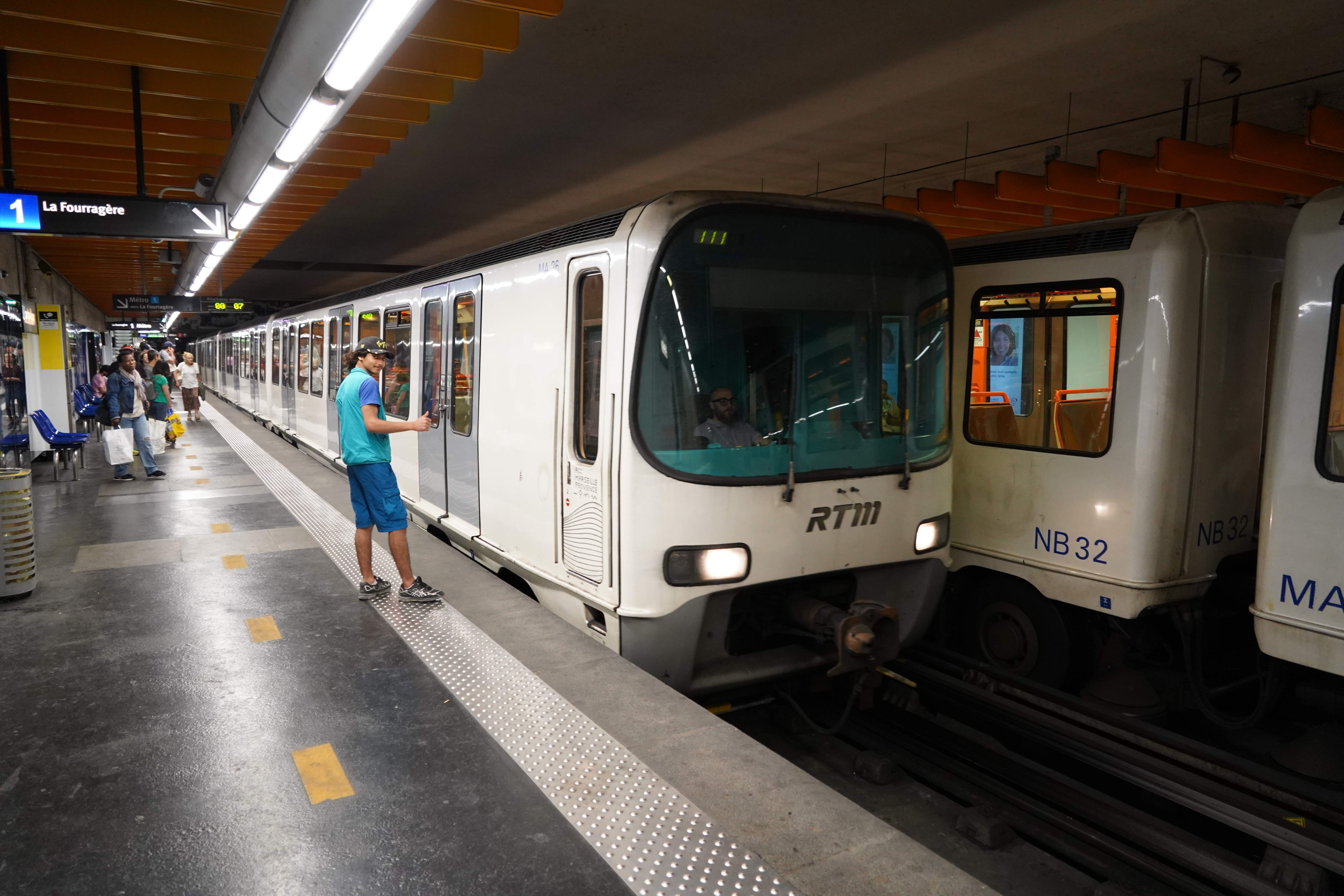
MPM 76 assurant un service de la ligne 1 arrêté à quai.
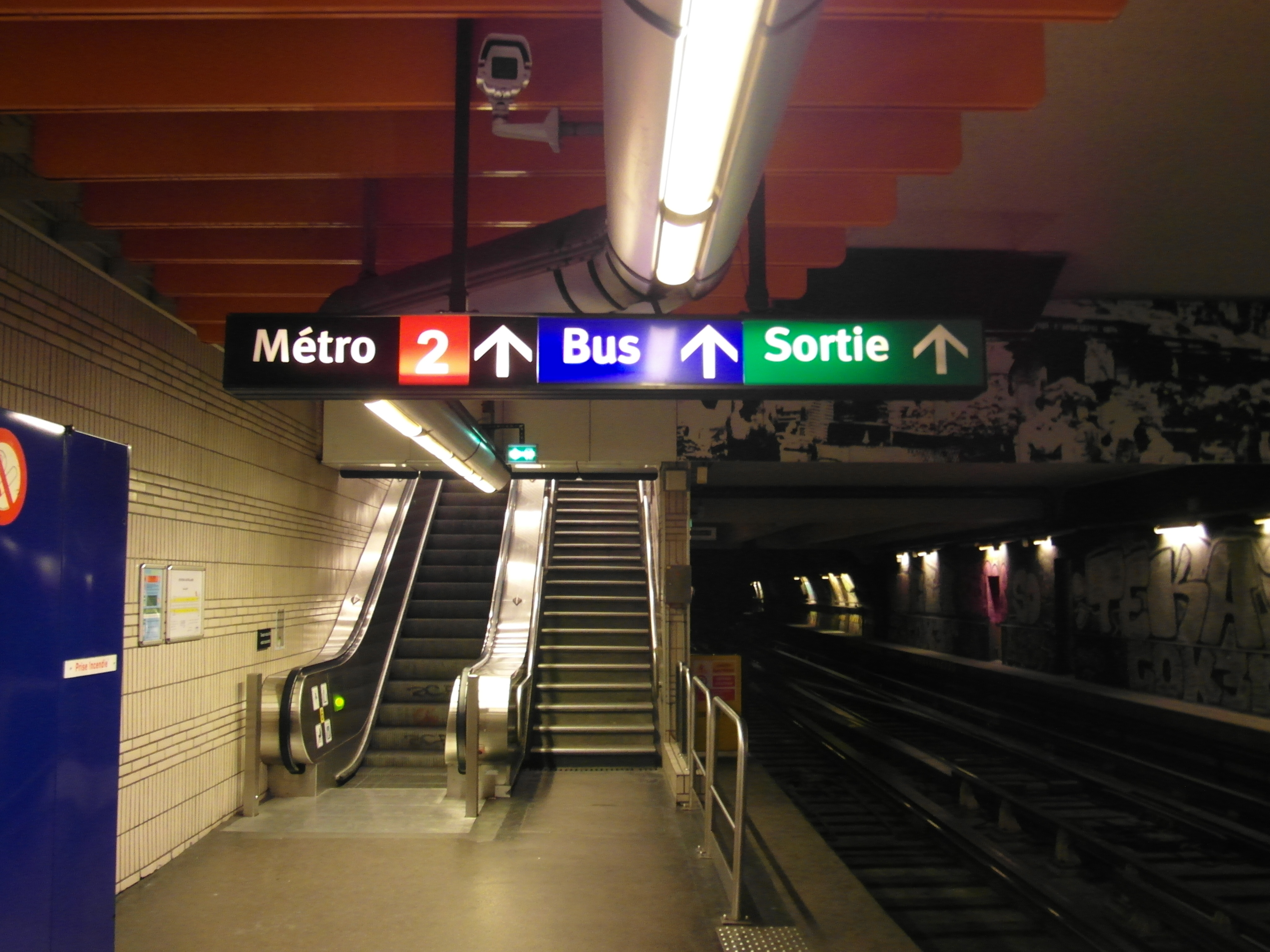
Indications de sortie et correspondances.
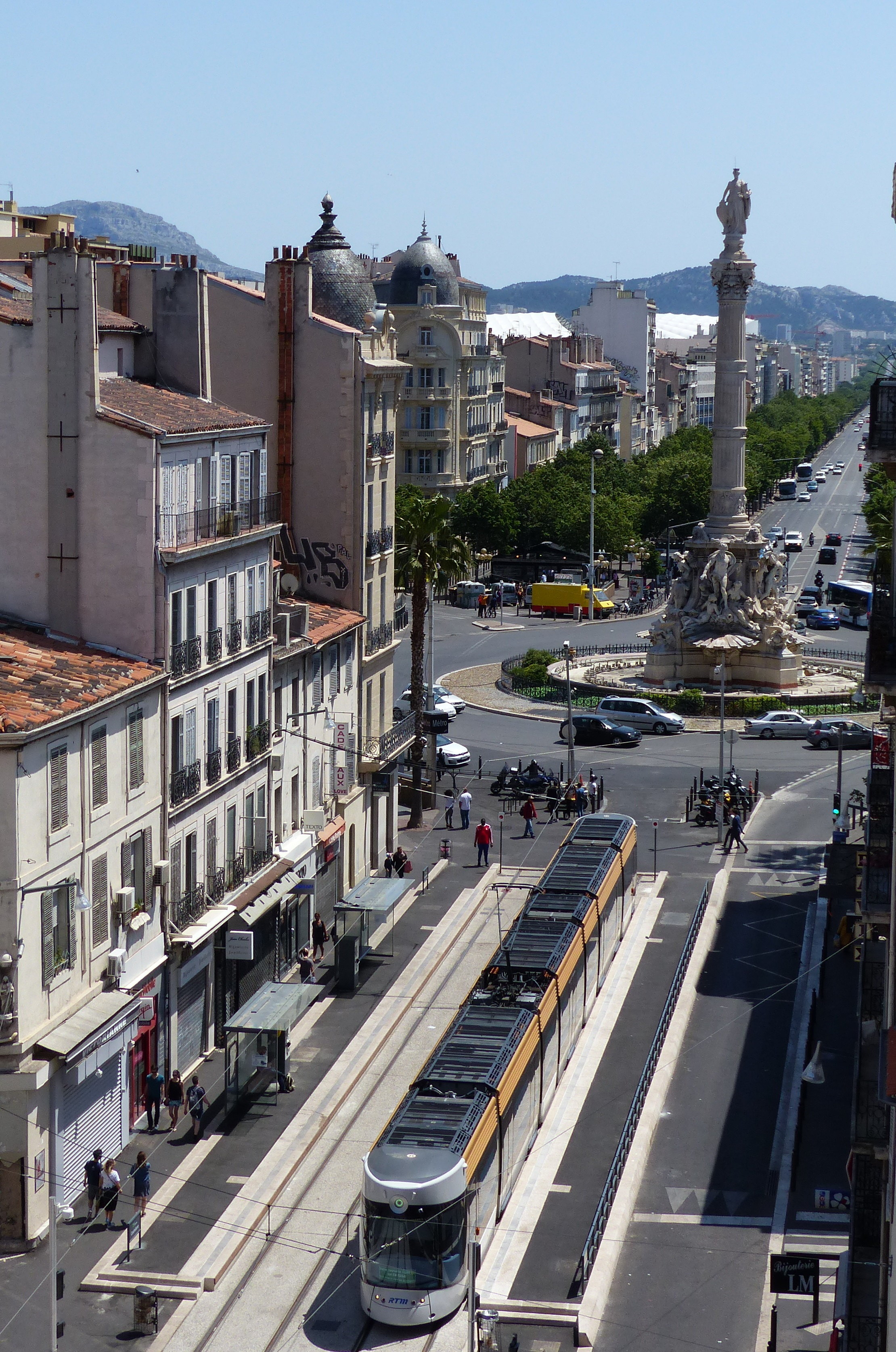
Ancienne station de tramway en surface jusqu’en 2025, depuis déplacée à l’avenue Jules-Cantini.

## Sites desservis
- La Place Castellane
- Le marché du Prado

## Services
- Service assuré du lundi au dimanche de 5h à 1h.
- Distributeurs de titres: possibilité de régler par billets, pièces, carte bancaire.
- Point accueil info RTM ouverts tous les jours de 6h50 à 19h40.

## Correspondances
Arrêt Castellane situé avenue du Prado
- en direction de Luminy Parc National des Calanques ou du Campus de Luminy.
- en direction de la Madrague de Montredon.
- en direction du Vieux Port.
- en direction de Sainte-Marguerite Dromel ou du Vallon de l’Oriol.
- en direction de Réformés Canebière.

Arrêt Castellane situé avenue Jules-Cantini
- en direction d’Arenc Le Silo ou de La Gaye.

Arrêt Castellane situé rue du Rouet
- en direction du Bosquet.
- en direction des Escourtines.
- en direction de La Rouvière.
- en direction de La Solitude.

Arrêt Baille Castellane situé boulevard Baille
- en direction du Vallon Montebello.

Arrêt Lieutaud Baille situé cours Lieutaud
- en direction des Catalans ou de La Timone.
- N1  en direction du Vieux Port ou de Luminy Parc National des Calanques.

Arrêt Castellane situé avenue de Toulon
- 78 en direction de Cassis ou de La Ciotat.

Arrêt Castellane situé rue du Docteur-Albert-Schweitzer
- 79 en direction de La Ciotat.

Arrêt Halte Routière Sud situé avenue de Delphes
- M06  en direction de Carnoux-en-Provence.
- 100 en direction de la gare d'Aubagne.
- 102 en direction d’Aubagne - Z.I. des Paluds.